# Asplenium iidanum
Asplenium iidanum är en svartbräkenväxtart som först beskrevs av Satoru Kurata och som fick sitt nu gällande namn av Shimura och Takig.
Asplenium iidanum ingår i släktet Asplenium och familjen Aspleniaceae. Inga underarter finns listade i Catalogue of Life.